# 馮志強 (1947年)
馮志強，OMIC，SLM（1947年—），澳門商人，籍貫广东省南海区西樵山，前澳門立法會議員（分別曾以直選、間選及官委晉身議會），因其言論大膽突出，有「馮大炮」的綽號。他亦因多次發表具爭議性言論引起社會不滿。

## 從商
馮志強是為文根建築置業有限公司董事長，前任澳門建築置業商會會長。

## 從政經驗
1996年澳門立法會選舉循直選進入澳門立法會，亦即澳葡時代最後一屆澳門立法會，1999年順利過渡至新議會。2001年澳門立法會選舉與陳澤武合組名單參加間接慈善、文化、教育、體育組別選舉連任。2005年澳門立法會選舉以愛澳聯盟第一候選人重返直選行列，二度連任。2009年澳門立法會選舉再循間選中的工商金融界別連任。2013年澳門立法會選舉為行政長官委任而連任。2017年結束21年立法會議員生涯。當中馮志強曾為第二屆立法會第一常設委員會主席，後來擔任第二常設委員會主席。

## 具爭議言論
- 「澳門沒有必要建公屋因為『澳門都無人瞓街』」
- 「區區二千蚊，去少一日賭場都係到啦！」
- 「不要晚間捉黑工。」
- 「如果我唔愛你嘅話就唔會打你啦」

曾經是直選議員的馮志強在2012年5月9日澳門立法會大會上發表「一人一票選出來的全是賊！」，批評聲音指馮志強的相關言論是對自己的描述。
2011年7月30日澳廣視新聞報導，馮志強以鏡湖慈善會理事長身份直認正回收會下物業並大幅加租，對此舉導致大量舊式傳統老店不敵貴租而紛紛結業不以為然，並稱「呢啲（賣金錶）先搵到錢嘛！你賣啲搵唔到錢嘅嘢（傳統老店）有咩用？你（老店老闆）梗係負擔唔起個租值啦！社會要進步不能停滯不前，成日優惠你，不可能咁樣。」當記者再追問鏡湖慈善會作為慈善團體，既然財務穩健為何仍大幅加租時，回應「咁呢啲冇問題，俾你（記者）多啲錢你會唔會唔開心丫？」其言論引發社會嘩然。

### 支持家庭暴力
2015年1月，在立法會審議家庭暴力法是否應列為公訴罪時，馮志強在席間表示「特別有一些家庭的糾紛，很困難去界定誰對誰錯，在中國的詞語來說，愛之深就恨之切，如果我不愛你的話就不會打你呢。」、「特別就是司長（指行政法務司司長陳海帆）一再強調『零容忍』，每一個人的忍受程度都不同，真的有這些人容忍程度不一樣的，有些人你打她她是開心的，有些人喜歡被虐待啊，你知不知道？」、「詞語裡面都有話『痛快』，有些人被打得越痛就越快樂，如果唔係點為之痛快」、「夫妻之道是甚麼性侵犯，我都不明白甚麽叫性侵犯，這樣經常都會有，大家都有需求，結婚就是為了解決這個問題，如果個老婆有性需求，老公話唔得閑，你又話係家暴呀。」。國際上，該言論引起聯合國婦女權能署湯竹麗等官員對馮志強相關言論表示「不能接受」；在澳門，該番談話引起了澳門市面極大的反響，包括新澳門學社在內的二十多個政黨及學生團體，先後聯署譴責馮志強相關言論，同時發起集會，要求廢除官委議席及馮志強為侵犯性言論道歉。

### 馮志強反加煙稅語出驚人
2015年7月，馮志強在議事廳稱：「今次政府大幅提升煙草稅，我認為真的沒有必要。這是對部份吸煙者的歧視。很多個人的自願原則是不容許隨便破壞的，不是當局者認為怎樣做就要怎樣做。這是損害個人權利、自由。每一個人選擇自己的生活方式。不是因為決策者判斷好的，就強制我們一般的百姓。」
「中國人說：煙酒是不分家的。」馮志強提出，本澳富人享用每枝紅酒的價格可高達十多萬元。他問：為何紅酒在本澳是免稅？為何政府對飲酒的人士這麼寬容？為何歧視草根吸煙人士？馮志強續問：「政府是否財政很緊絀，要增加這麼多煙稅？」

## 公職及社會職務
- 第一屆澳門行政長官推選委員會委員
- 第二屆澳門行政長官推選委員會委員
- 第四屆東亞運動會澳門組織委員會委員
- 廣州市政協常務委員
- 澳門建築置業商會理事長
- 鏡湖醫院慈善會理事長
- 澳門日報讀者公益金基金會理事長
- 澳門南海同鄉會會長
- 澳門南海西樵同鄉會會長
- 澳門中華總商會常務理事
- 澳門武術總會會員
- 澳門空手道總會會長
- 澳門三項鐵人總會會長
- 澳門蓮藝文化協會副會長
- 澳門遠洋漁業發展暨船東協會榮譽會長
- 雲南大學及澳門多間學校校董

## 榮譽
- 2002年獲澳門政府授予工商功績勳章，2018年獲銀蓮花勛章
- 南海區、佛山市、清远市等地榮譽市民
- 澳門紅十字會頒贈紅十字會金質慈善勳章、紅十字會銀質教育勳章